# (9452) Rogerpeeters
(9452) Rogerpeeters (1998 DY33) – planetoida z pasa głównego asteroid okrążająca Słońce w ciągu 4,18 lat w średniej odległości 2,6 j.a. Odkryta 27 lutego 1998 roku.